# Uta Emmer
Uta Emmer (* 17. September 1937 in Karlsruhe; † 11. August 2023 in Saarbrücken) war eine deutsche Schauspielerin und Theaterleiterin.

## Leben
Emmer war die Tochter einer Karlsruher Künstlerfamilie. Sie besuchte ab 1950 die Odenwaldschule und nahm nach dem Abitur Schauspielunterricht in Berlin und Wien.
Sie wirkte als Schauspielerin unter anderem am Stadttheater Ingolstadt, bevor sie 1965 nach München ging. Sie gründete mit Kelle Riedl 1968 das Moderne Theater, ursprünglich in der Hesseloherstraße 3 in Schwabing. Riedl hatte bereits im Jahr 1966 die Freie Gruppe 1966 ins Leben gerufen, er gründete später mit Maddalena Kerrh das Off-Off-Theater in München.  Das Moderne Theater zog später in die Hans-Sachs-Straße um; das Theater leitete sie bis 1998. In den Räumlichkeiten befand sich von 1999 bis 2009 das theater ... und so fort, dem seit 2004 zusätzlich die Schauspielschule TheaterRaum München von Heiko Dietz angegliedert ist.
Im Modernen Theater traten nicht nur zahlreiche bekannte Darsteller auf, unter anderen Horst Sachtleben oder Peter Ehret, sondern begannen hier ihre private Schauspielausbildung und gaben hier ihr Bühnendebüt. Christoph Roethel, der in Emmers Theater 1974 sein Stück Die Reise nach Chine … oder über die Schwierigkeit sich auszudrücken aufführte, das für Furore sorgte, weil Birgit Zamulo in ihrer Rolle nackt mit kahlgeschorenem Schädel auftrat, eröffnete später in München das Moderne Theater II, weshalb Emmers Theater auch unter Modernes Theater I geläufig ist. Ebenfalls 1974, inszenierte in Emmers Modernem Theater der Aktionskünstler Hermann Nitsch eine seiner blutigen Darbietungen.
In ihrem Modernen Theater avancierte Franz Xaver Kroetz zum Hausautor. Aus der gemeinsamen Beziehung entstammt der 1975 geborene Sohn David.
Mit der ebenfalls in München ansässigen Fassbinder-Gefolgschaft wollte sie anscheinend nichts zu tun haben, auch wenn Fassbinder später äußerte, dass er mit dem Gedanken gespielt hatte, sich ihr anzuschließen.
Ihren Ruhestand verbrachte Uta Emmer in einem alten Bauernhaus im Elsass und verstarb nach schwerer Krankheit im Alter von 85 Jahren in Saarbrücken. Ihr Leichnam wurde im französischen Burbach beigesetzt.

## Filmografie
- 1965: Gefangen im Ring (Episode aus der TV-Serie Die Karte mit dem Luchskopf; Regie: Hermann Kugelstadt)
- 1982: Regentropfen (Regie: Michael Hoffmann, Harry Raymon)

## Auszeichnungen
- 1972: Schwabinger Kunstpreis für darbietende Kunst[15]